# 광천버스터미널 (홍성군)

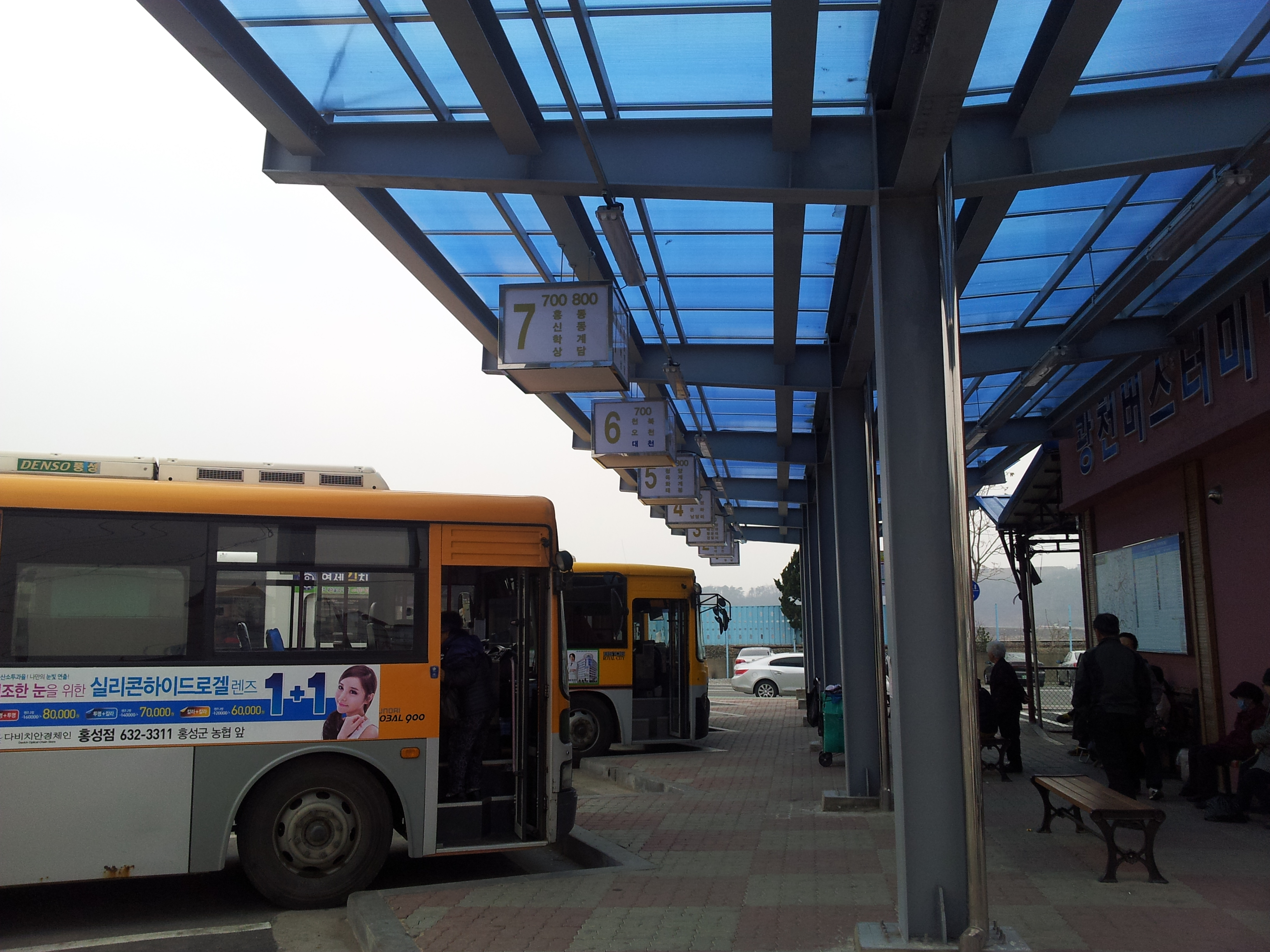
광천버스터미널 승차홈

광천버스터미널은 충청남도 홍성군 광천읍 광천로273번길 11 (광천리 391-11)에 위치한 대한민국의 시외버스 터미널이다.

## 개요
1979년에 터미널이 건립되어 운영하기 시작했다. 이후 2006년에 터미널 운영권을 둘러싸고 주주간 분쟁이 발생하면서 터미널이 관리가 되지 않은 채 방치되었다가 2012년에 터미널 매표소, 대합실, 화장실 등을 리모델링하고, 2013년에는 터미널 주변의 무허가 건물을 철거하고 2억 3천만원의 사업비를 들여 12대 규모의 버스정차장과 시외버스 2개, 농어촌버스 5개 등 총 7개의 탑승시설에 캐노피를 설치하는 등 버스터미널 현대화 사업을 실시해 같은 해 10월 23일에 완공하였다.

## 터미널 공영화 비리
광천읍이 해당 지역을 비롯해 보령시의 천북, 오천, 청소 지역의 주민들도 자주 이용하는 교통 요충지이나 2006년 무렵 터미널 운영권을 둘러싸고 소유권 분쟁이 발생하면서 터미널 관리가 정지되었고, 터미널 구내에 경계팬스 설치, 일부 출입문 임의 폐쇄, 심지어 대합실 및 매표소까지 폐쇄되면서 건물 외부에 컨테이너 박스를 임시로 설치하여 매표하는 등 이용객의 불편이 높았다. 이에 따라 광천버스터미널의 기능을 정상화하기 위해 터미널을 공영화 시켜야 한다는 여론이 일었는데, 2009년 터미널 공영화 과정 중 이종건 홍성군수가 터미널 토지주에게 뇌물을 받은 것이 드러나 구속되었고, 12월 10일에 대법원에서 유죄 선고가 확정되어 군수직을 상실했다.

## 운행 노선

### 시외버스
| 방면        | 행선지 |
| ----------- | --- |
| 수도권 방면 | 동서울, 서울남부, 성남, 안산, 인천                                                                             |
| 충청권 방면 | 내포, 대교, 보령(대천), 서대전, 서천, 신례원, 신창, 아산(온양), 예산, 응봉, 장항, 주교, 주포, 천안, 청소, 홍성 |
| 호남권 방면 | 군산 |